# 沃特斯湖 (佛羅里達州)
沃特斯湖（英語：Waters Lake）是位於美國佛羅里達州吉爾克里斯特縣的一個非建制地區。該地的面積和人口皆未知。

## 地理
沃特斯湖的座標為29°42′31″N 82°43′58″W / 29.70861°N 82.73278°W，而該地的平均海拔高度為25米（即82英尺）。